# 宮田愛萌
宫田愛萌（日语：／ Miyata Manamo */?，1998年4月28日—）是日本女藝人、小说家，為女子偶像團體日向坂46前成員，東京都出身。2017年以平假名櫸坂46二期生身分出道。2022年12月18日自日向坂46畢業。

## 經歷
2017年8月13日，宮田通過平假名櫸坂46追加成員徵選。並於15日首次披露。12月12日，於幕張展覽館舉行的「平假名櫸坂46 平假名全國巡演2017 FINAL！」中首次公開亮相。
2018年11月30日，宣布參與短篇小說集《最糟的相遇、最棒的戀情》（最低な出会い、最高の恋）。
2019年6月10日，於日向坂46第二張單曲《Do Re Mi Sol La Si Do》，首次獲列站位第二排。
2020年11月21日，由於身體不適需要修養，而暫停演藝活動。同日，宮田亦在部落格上表示暫停活動，但其部落格仍有更新。
2021年3月，從國學院大學文學部畢業。3月26日，於「日向坂46出道2周年活動 Special 2days 〜春之小組曲祭典 太陽公公最佳歌單2021〜」中正式回歸。
2022年4月28日，在24歲生日當天，開設個人Instagram帳號。9月7日，於日向坂46官網內的個人部落格中宣布畢業。12月18日，於有明體育館舉行的「日向聖誕2022」中進行畢業致詞，正式從日向坂46畢業。
2023年1月30日，於日向坂46的冠名節目《在日向坂見面吧》中舉辦宮田的畢業環節，節目最後由主持人奧黛麗給與畢業證書，宮田作為日向坂46成員的活動也全部結束。2月28日，發行個人首本小說《閃閃發亮》（きらきらし）。9月1日，宣布擔任北海道甜點品牌「奶油女王」的官方大使。
2024年4月9日，開設個人YouTube頻道。4月17日，發行小說《模糊又不確定》（あやふやで、不確かな）。8月3日，發行小說《春天、邂逅》（春、出逢い）。
2025年1月，小說《春天、邂逅》（春、出逢い）被中學入學考試採用。4月28日，啟動了每月寄送全新拍攝寫真集的服務「#6E0304」。

## 演唱歌曲
標註「★」符號者，表示該首歌曲有拍攝MV。

### 單曲選拔樂曲
日向坂46
|     | 發行日期       | 單曲名稱              | 參與歌曲名稱          | 名義            | 收錄於 | MV | 備註  |
| --- | -------------- | --------------------- | --------------------- | --------------- | ------ | -- | ----- |
| 1st | 2019年03月27日 | 心動了                | 心動了                |                 | 全版本 | ★  | A面曲 |
| 1st | 2019年03月27日 | 心動了                | JOYFUL LOVE           |                 | 全版本 | ★  |       |
| 1st | 2019年03月27日 | 心動了                | 悸動草                |                 | Type-C | ★  |       |
| 1st | 2019年03月27日 | 心動了                | 如果沉默是愛          | （2期生）       | 通常盤 |    |       |
| 2nd | 2019年07月17日 | Do Re Mi Sol La Si Do | Do Re Mi Sol La Si Do |                 | 全版本 | ★  | A面曲 |
| 2nd | 2019年07月17日 | Do Re Mi Sol La Si Do | 狐狸                  |                 | 全版本 | ★  |       |
| 2nd | 2019年07月17日 | Do Re Mi Sol La Si Do | Dash&Rush             | （2期生&3期生） | 通常盤 |    |       |
| 3rd | 2019年10月02日 | 如此喜歡你可以嗎？    | 如此喜歡你可以嗎？    |                 | 全版本 | ★  | A面曲 |
| 3rd | 2019年10月02日 | 如此喜歡你可以嗎？    | 真正的時間            |                 | 全版本 | ★  |       |
| 3rd | 2019年10月02日 | 如此喜歡你可以嗎？    | 川流不止息            |                 | 通常盤 |    |       |
| 4th | 2020年02月19日 | 才沒這回事呢          | 才沒這回事呢          |                 | 全版本 | ★  | A面曲 |
| 4th | 2020年02月19日 | 才沒這回事呢          | 青春之馬              |                 | 全版本 | ★  |       |
| 4th | 2020年02月19日 | 才沒這回事呢          | 我能為你做些什麼呢    | （2期生&3期生） | 通常盤 |    |       |
| 5th | 2021年05月26日 | 只有你最強            | 只有你最強            |                 | 全版本 | ★  | A面曲 |
| 5th | 2021年05月26日 | 只有你最強            | 聲音的足跡            |                 | 全版本 | ★  |       |
| 5th | 2021年05月26日 | 只有你最強            | 世界充滿了Thank you!  | （2期生）       | Type-D | ★  |       |
| 5th | 2021年05月26日 | 只有你最強            | 巨大的夢想壓垮了我    |                 | 通常盤 |    |       |
| 6th | 2021年10月27日 | 話說                  | 話說                  |                 | 全版本 | ★  | A面曲 |
| 6th | 2021年10月27日 | 話說                  | 無論多少次無論多少次  |                 | 全版本 | ★  |       |
| 6th | 2021年10月27日 | 話說                  | 意想不到的雙虹        |                 | Type-A |    |       |
| 6th | 2021年10月27日 | 話說                  | 傷停補時              |                 | 通常盤 |    |       |
| 7th | 2022年06月01日 | 我這種人              | 我這種人              |                 | 全版本 | ★  | A面曲 |
| 7th | 2022年06月01日 | 我這種人              | 飛機雲的形成理由      |                 | 全版本 | ★  |       |
| 7th | 2022年06月01日 | 我這種人              | 戀愛中的魚在空中飛翔  | （2期生）       | Type-D | ★  |       |
| 7th | 2022年06月01日 | 我這種人              | 不知不覺被愛著        |                 | 通常盤 |    |       |

平假名櫸坂46
| 發行日期        | 歌名                 | 名義                | 收錄於                     | MV | 備註 |
| --------------- | -------------------- | ------------------- | -------------------------- | -- | ---- |
| 2017年010月25日 | NO WAR in the future | 平假名櫸坂46        | 櫸坂46《就算風吹》Type-B   |    |      |
| 2018年03月07日  | 一半的記憶           | 平假名櫸坂46第2期生 | 櫸坂46《打破玻璃！》通常盤 |    |      |
| 2018年08月15日  | 快樂氛圍             | 平假名櫸坂46        | 櫸坂46《矛盾心理》Type-B   | ★  |      |
| 2019年02月27日  | 想對你說的話         | 平假名櫸坂46        | 櫸坂46《黑羊》全版本       | ★  |      |
| 2019年02月27日  | 擁抱你               | 平假名櫸坂46        | 櫸坂46《黑羊》Type-B       |    |      |

### 專輯選拔樂曲
日向坂46
|     | 發行日期       | 專輯名稱   | 參與歌曲名稱              | 名義 | 收錄於 | 備註 |
| --- | -------------- | ---------- | ------------------------- | ---- | ------ | ---- |
| 1st | 2020年09月23日 | HINATAZAKA | 心機小可愛                |      | 全版本 | ★    |
| 1st | 2020年09月23日 | HINATAZAKA | 跳得比誰都還高！2020      |      | Type-A |      |
| 1st | 2020年09月23日 | HINATAZAKA | 日向坂                    |      | Type-A |      |
| 1st | 2020年09月23日 | HINATAZAKA | NO WAR in the future 2020 |      | Type-B |      |
| 1st | 2020年09月23日 | HINATAZAKA | 不顧一切地                |      | Type-B |      |
| 1st | 2020年09月23日 | HINATAZAKA | My fans                   |      | Type-B |      |
| 1st | 2020年09月23日 | HINATAZAKA | 約定之卵 2020             |      | 通常盤 |      |

平假名櫸坂46
|     | 發行日期       | 專輯名稱   | 參與歌曲名稱         | 名義      | 收錄於 | 備註 |
| --- | -------------- | ---------- | -------------------- | --------- | ------ | ---- |
| 1st | 2018年06月20日 | 起跑的瞬間 | 沒有期待的自己       |           | 全版本 | ★    |
| 1st | 2018年06月20日 | 起跑的瞬間 | 不成熟的憤怒         | （2期生） | Type-A |      |
| 1st | 2018年06月20日 | 起跑的瞬間 | 約定之卵             |           | Type-A |      |
| 1st | 2018年06月20日 | 起跑的瞬間 | 衝往最前排           | （2期生） | Type-B |      |
| 1st | 2018年06月20日 | 起跑的瞬間 | 像車輪摩擦般哭泣的你 |           | Type-B |      |
| 1st | 2018年06月20日 | 起跑的瞬間 | 不會破裂的泡泡       |           | 通常盤 |      |
| 1st | 2018年06月20日 | 起跑的瞬間 | 平假名的戀愛         |           | 通常盤 |      |

## 演出

### 電視劇
- DASADA系列（日本電視台）：飾演 直島正子[37]
  - DASADA（2020年1月16日－3月19日）[38]
  - DASADA ～迎向未來的倒數計時～（2020年7月2日－9月10日）[39]

### 電視節目
- NEXT TRIP (2024年1月25日、2月1日，World Hi-Vision Channel）[40]

### 廣播節目
- 愛萌的房間 with 石原夏織（2022年1月29日，文化放送）[41][42]
- 宮田愛萌與渡邊祐真的冒泡泡廣播（2023年9月29日－，TBS Podcast）- 主持人[43]
- 文化部特派員「宮田愛萌」 (2024年3月7日－，Niconico頻道、YouTube）[44]

### 舞台劇
- AYUMI（2018年4月20日－5月6日，東京AiiA劇場）- 口琴隊[45]

### 活動
- 東京女孩展演
  - 第30回 Mynavi Tokyo Girls Collection 2020 SPRING／SUMMER（2020年2月29日，国立代代木競技場第一体育館）- DASADA STAGE[46]
  - 第31回 Mynavi Tokyo Girls Collection 2020 AUTUMN／WINTER ONLINE（2020年9月5日，埼玉超級競技場）- DASADA STAGE[47]

## 書籍

### 小說
- 羨望（2018年12月5日，「最糟的相遇、最棒的戀情」中收錄，日本索尼音樂娛樂）[8]
- 閃閃發亮（きらきらし；2023年2月28日，新潮社）[48]
- 模糊又不確定（あやふやで、不確かな；2024年4月17日，幻冬舍）[49]
- 春天、邂逅（春、出逢い；2024年8月9日，講談社）[50][51]

### 雜誌連載
- 小說現代「即使夢醒，依然在書中」（2023年6月22日－，講談社）[52]
- 短歌研究「貓有貓的，狗有狗的」（2024年10月21日－，短歌研究社）[53]

## 備註
1. ↑  畢業後，仍參加2022年12月24日、25日舉行的第8張單曲發行紀念線上個別見面會[24][25]，以及2023年1月17日至28日舉行的線上個別見面會補辦場[26]。

## 外部連結
- FARM個人介紹頁 （页面存档备份，存于）（日語）
- 宮田愛萌的Instagram帳戶（2022年4月28日－）（日語）
- 宮田愛萌的X（前Twitter）（2023年6月17日－）（日語）
- 宮田愛萌的TikTok（日語）
- YouTube上的ゆるっと ふわっと い〜かんじ。頻道（日語）
- YouTube上的 文化部特派員「宮田愛萌」播放列表（日語）
- PictureBook「#6E0304」（日語）

日向坂46時期
- 日向坂46個人介紹頁（日語）
- 宮田愛萌 官方部落格 - 日向坂46官方網站（2017年12月8日－2023年1月31日）（日語）
- 日向坂46宮田愛萌首本小說《きらきらし》【公式】的X（前Twitter）（日語）
- 宮田 愛萌（日向坂46）的SHOWROOM專頁（页面存档备份，存于）（日語）